# Allsvenskan de 1971
A Primeira Divisão do Campeonato Sueco de Futebol da temporada 1971, denominada oficialmente de Allsvenskan 1971, foi a 47º edição da principal divisão do futebol sueco. O campeão foi o Malmö FF que conquistou seu 9º título na história da competição.

## Classificação final
| Pos. | Equipe          | J  | V  | E  | D  | GP | GC | Pts | SG  |
| ---- | --------------- | -- | -- | -- | -- | -- | -- | --- | --- |
| 1    | Malmö FF        | 22 | 12 | 6  | 4  | 46 | 22 | 30  | +24 |
| 2    | Åtvidabergs FF  | 22 | 10 | 8  | 4  | 43 | 20 | 28  | +23 |
| 3    | IFK Norrköping  | 22 | 8  | 10 | 4  | 23 | 15 | 26  | +8  |
| 4    | Djurgårdens IF  | 22 | 11 | 4  | 7  | 32 | 27 | 26  | +5  |
| 5    | Örgryte IS      | 22 | 6  | 10 | 6  | 29 | 28 | 22  | +1  |
| 6    | Landskrona BoIS | 22 | 5  | 12 | 5  | 22 | 25 | 22  | -3  |
| 7    | AIK Fotboll     | 22 | 8  | 6  | 8  | 26 | 38 | 22  | -12 |
| 8    | Örebro SK       | 22 | 7  | 7  | 8  | 20 | 25 | 21  | -5  |
| 9    | Östers IF       | 22 | 5  | 10 | 7  | 26 | 24 | 20  | +2  |
| 10   | Hammarby IF     | 22 | 6  | 7  | 9  | 22 | 27 | 19  | -5  |
| 11   | IF Elfsborg     | 22 | 6  | 2  | 14 | 20 | 34 | 14  | -14 |
| 12   | IFK Luleå       | 22 | 4  | 6  | 12 | 20 | 44 | 14  | -24 |

## Premiação
| Allsvenskan 1971             |
| Sweden                       |
| ---------------------------- |
| MALMÖ FF Campeão (9º título) |